# Habrocestum ignorabile
Habrocestum ignorabile là một loài nhện trong họ Salticidae.
Loài này thuộc chi Habrocestum. Habrocestum ignorabile được Wanda Wesołowska & Antonius van Harten miêu tả năm 2007.